# Theodor Kellgren
Theodor Salomon Sigfrid Kellgren, även Kjellgren, född 15 februari 1880 i Östra Sallerups församling, död 7 december 1936 i Stockholm, var en svensk arkitekt.

## Liv och verk
Kellgren studerade vid Tekniska skolan i Stockholm 1898–1901 och var extra elev vid Kungliga Tekniska Högskolan 1904–1906. Han avslutade studierna vid Kungliga Akademien för de fria konsterna 1908–1911.
Han var anställd hos Agi Lindegren 1899–1901, Erik Josephson 1901–1902 och Salomon Sörensen 1903–1908. Tillsammans med Hjalmar Hammarling drev han firman Kellgren & Hammarling 1909-1918. Han står bakom ett trettiotalet bostads- och affärshus i Stockholm, varav nio ritade tillsammans med Hammarling 1913–1915. Kellgren verkade därefter som stadsarkitekt i Uppsala 1914–1920. Han var Svenska fattigvårdsförbundets arkitekt 1909–1918, och verkade som statens sakkunnige rörande ålderdomshem från 1919. Han ritade 1924 ålderdomshemmet Gammelbyn i Stureby, södra Stockholm, vilket inom åldringsvården kom att representera ett socialt nytänkande. De tidigare stora kasernliknande byggnaderna, som hade var förhärskande sedan 1800-talet, delades istället upp i mindre enheter. Även det närbelägna Stureby vårdhem, som tog i bruk 1935, ritades av Kellgren.
Kellgren är begravd på Norra begravningsplatsen utanför Stockholm.

## Verk i urval
- Bostadshus för Blomsterfonden, Ringvägen 99–109 (1931–1932) och Rödabergsgatan 1 (1925–1926)
- Isaak Hirschs minne, Igeldammsgatan, Stockholm.
- S:t Göransgården, Welanders väg 7, Stockholm 1935.
- Govenii minne, Skinnarviksringen 30, 1932 och 28, Stockholm 1937.
- Engelska skrädderietablissementet, Regeringsgatan 37, Stockholm 1920, 1921.
- Eriksbergsgatan 14, Stockholm 1914.
- Uttrans sanatorium, Södermanland 1923.
- Ludvika lasarett 1924.
- Falu lasarett 1915–1935.
- Epidemisjukhus i Visby 1928.
- Sinnesslöanstalt i Strömsör, Ångermanland 1915 och i Storängen, Söderköping, 1926.
- Ålderdomshem bland annat i Hovmantorp, Småland 1913; Rasbo, Uppland 1913 och i Ramnäs, Västmanland 1915.
- Gammelbyn i Svedmyra, Stockholm 1924–1930.
- Borgargården i Fredhäll, Stockholm 1932.
- Aftonsol i Sundsvall.
- Barnhem i Norra Åsum, Kristianstad 1915 och i Djursholm 1916.
- Vårdhem, Mariahemmet i Visby 1932 och Stureby i Stockholm 1936.
- Löwenströmska lasarettet, Väsby.
- Vårdanstalt för blinda, Getingevägen 5, Lund 1919–1921.
- Mörbyhus, villa i Mörby 1912.[6]
- Ny-, om- och tillbyggnad i Uppsala, brandstation.
- Nya samskolan, Ängelholm 1911-1914.
- Skola i Härnösand
- Uppsala Hemskola, 1917
- Räfsnäs ålderdomshem, Ludvika, 1918.

## Bilder (verk i urval)

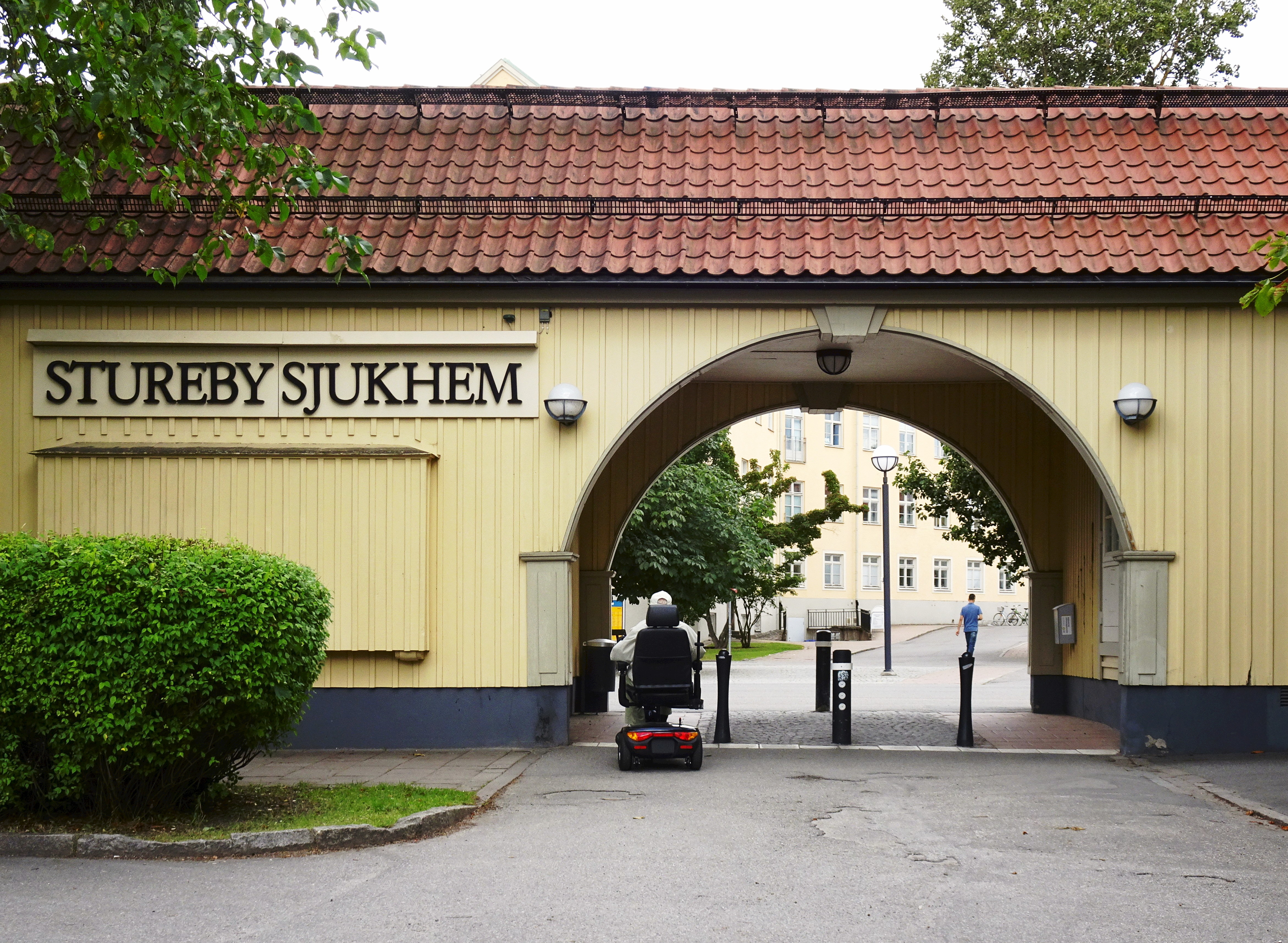
Portalbyggnad för Stureby sjukhem
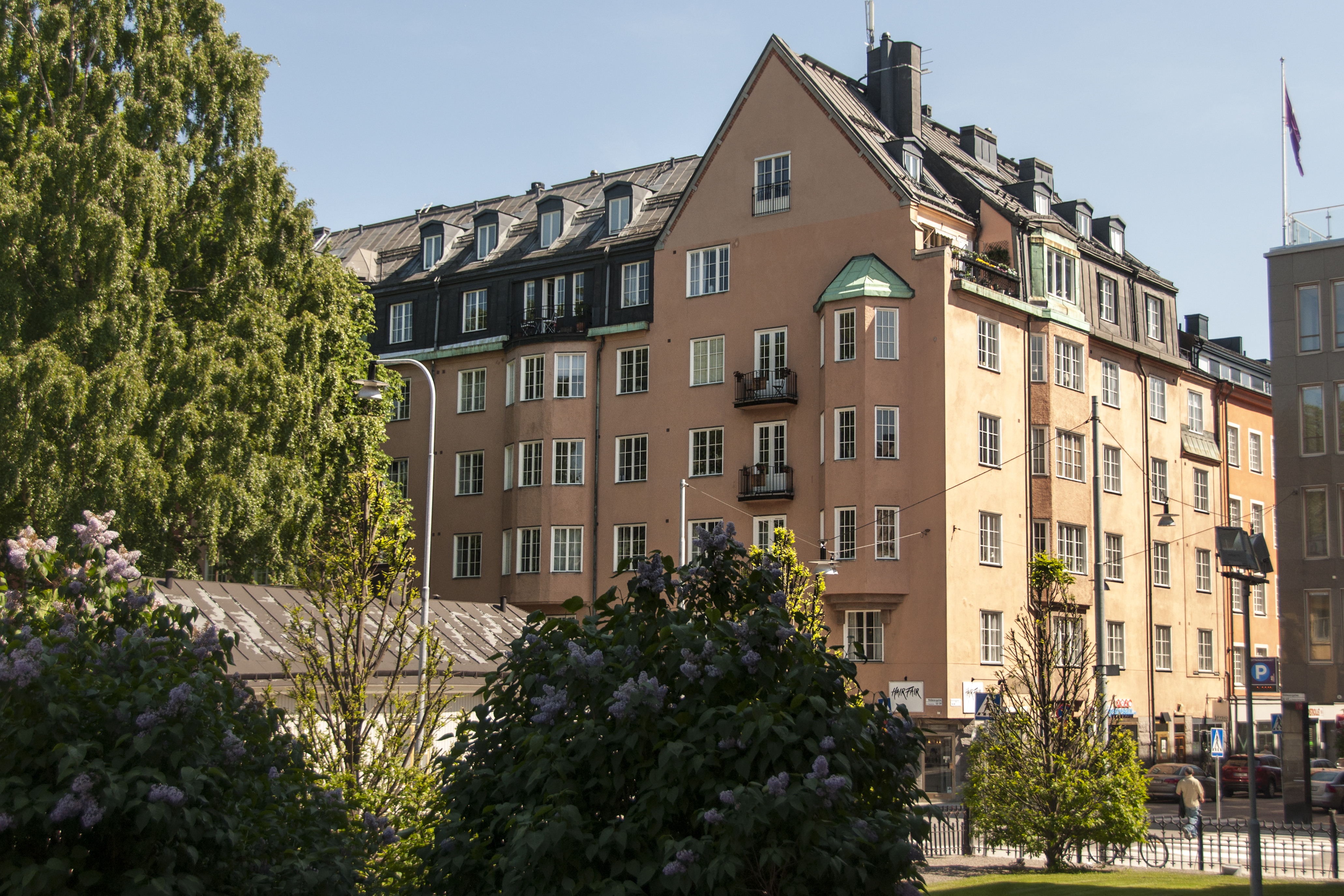
Drottninggatan 114, Stockholm
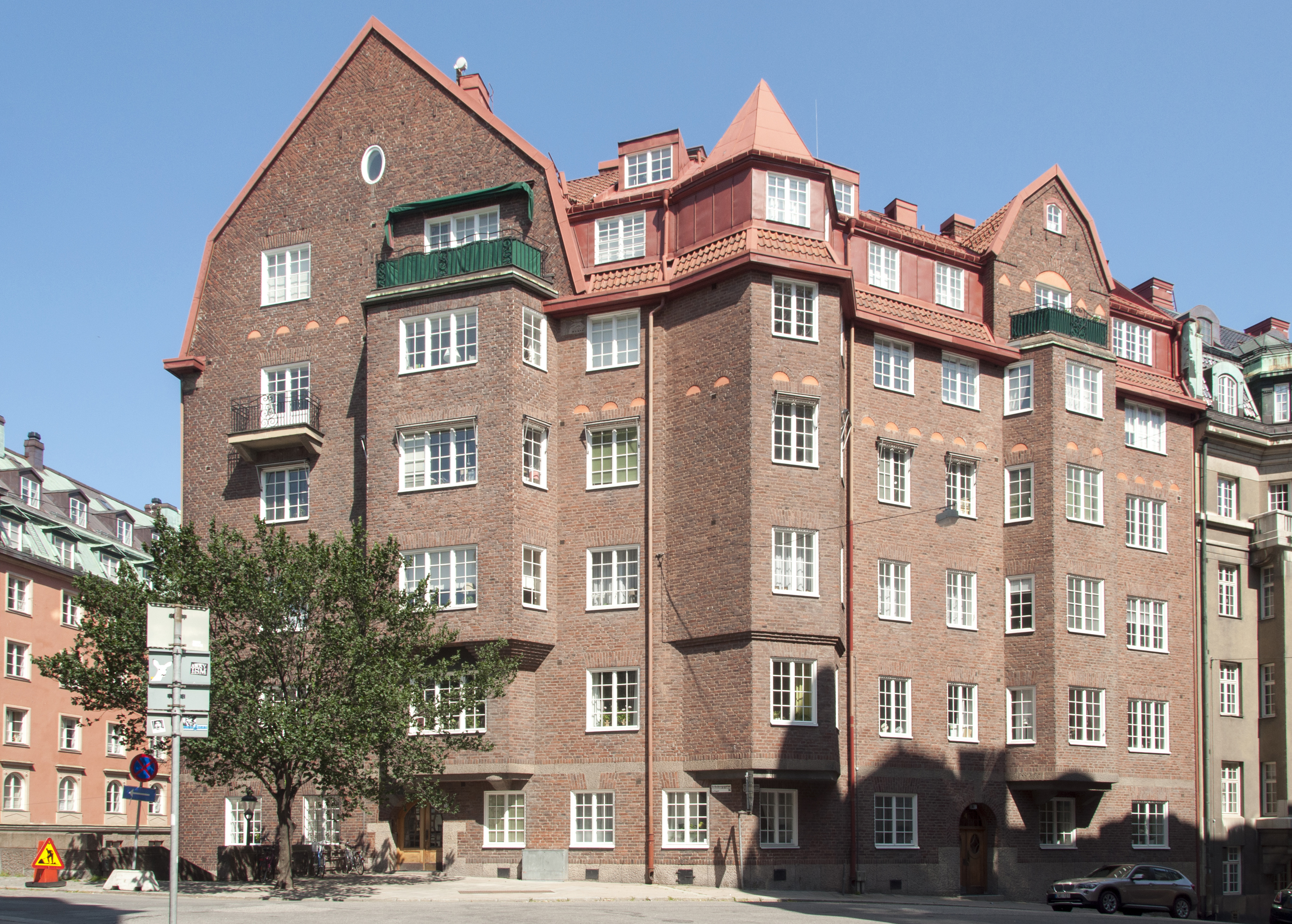
Eriksbergsgatan 14, Stockholm
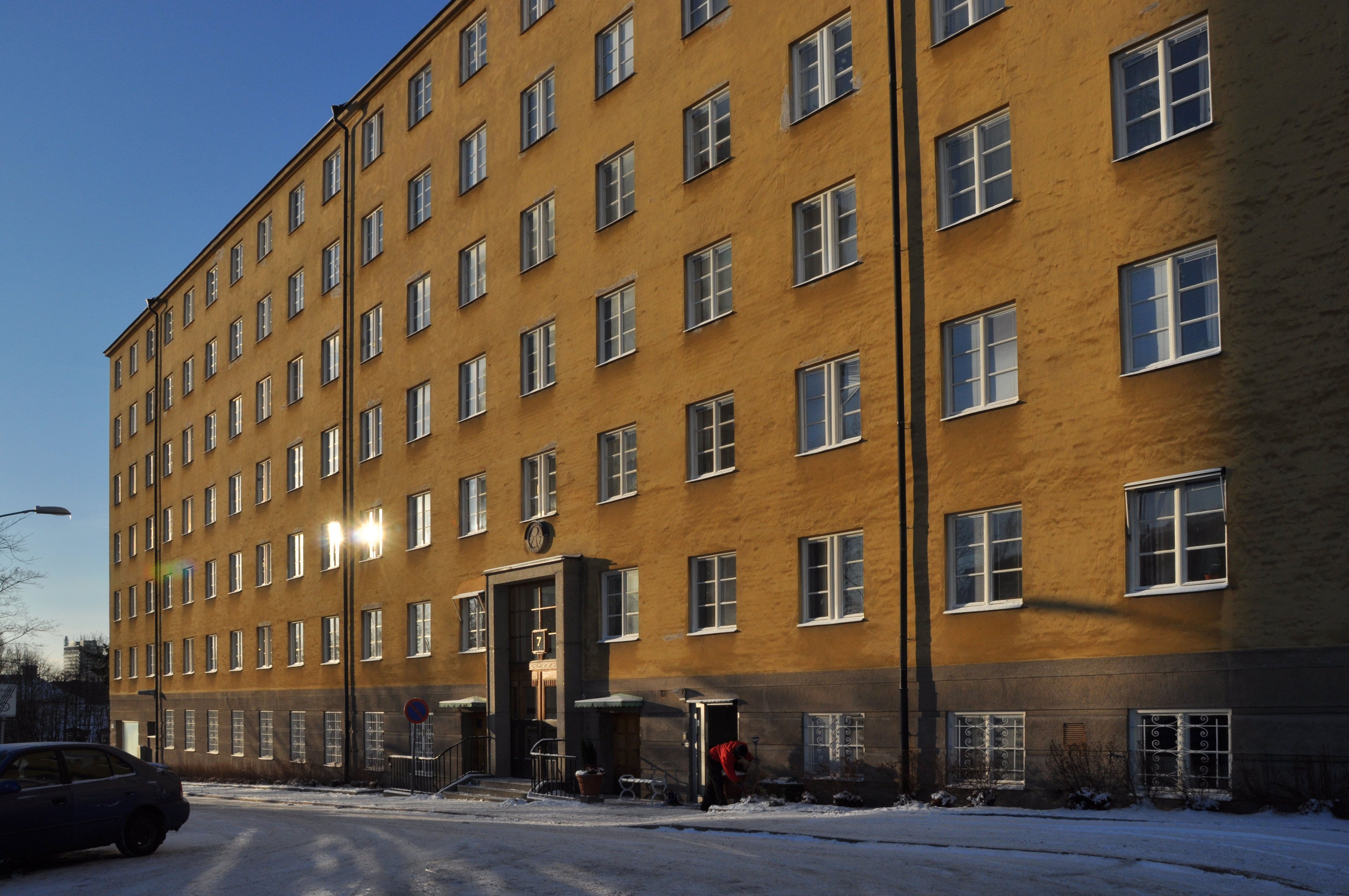
Sankt Göransgården, Stockholm
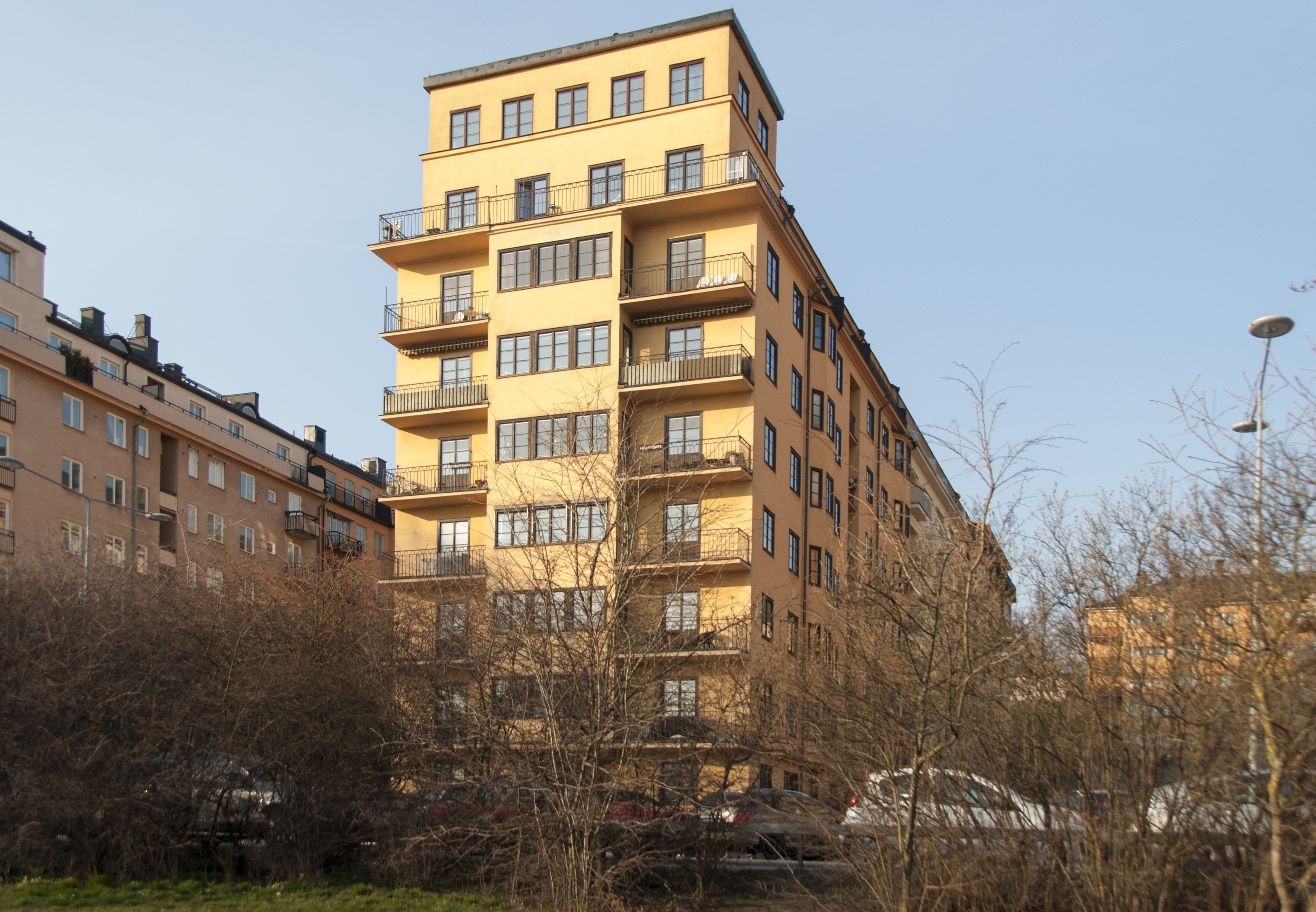
Norr Mälarstrand 66, där Sven Hedin var bosatt från 1935 till 1952.